# Prkovci
Prkovci su naselje u Republici Hrvatskoj, u sastavu Općine Ivankovo, Vukovarsko-srijemska županija. Susjedna sela su Šiškovci, Retkovci i Babina Greda. Udaljeni su 12 km od autoceste A3. Smješteni su uz rijeku Biđ.
U mjestu se nalazi svetište Gospe Lourdeske. 

## Stanovništvo
Prema popisu stanovništva iz 2001. godine, naselje je imalo 600 stanovnika te 188 obiteljskih kućanstava.
| broj stanovnika | 569   | 626   | 613   | 644   | 662   | 623   | 551   | 588   | 573   | 702   | 711   | 581   | 564   | 579   | 600   | 549   | 456   |
|                 | 1857. | 1869. | 1880. | 1890. | 1900. | 1910. | 1921. | 1931. | 1948. | 1953. | 1961. | 1971. | 1981. | 1991. | 2001. | 2011. | 2021. |

## Šport
- NK Slavonac Prkovci[6]
- LD Šljuka
- RU Biđ

## Kultura
- KUD Razigrana Šokadija

## Poznate osobe
- Šimun Debelić, hrvatski veterinarski stručnjak, mikrobiolog, sveučilišni profesor, kulturni djelatnik i visoki državni službenik